# Ipomoea decipiens
Ipomoea decipiens är en vindeväxtart som beskrevs av Damm. Ipomoea decipiens ingår i släktet praktvindor, och familjen vindeväxter. Inga underarter finns listade i Catalogue of Life.